# Soutordei
Santiago de Soutordei és una parròquia gallega del municipi de Ribas de Sil a la comarca de Quiroga, a Lugo. L'any 2021 tenia 13 habitants (6 homes i 7 dones) distribuïts en 8 entitats de població, la qual cosa suposa una disminució de 19 habitants respecte a l'any 2000.

## Demografia
Es divideix en vuit nuclis de població, dels quals només set consten a l'INE, són els següents:
| Entitat de població | Barri      | Habitants (2021) |
| ------------------- | ---------- | ---------------- |
| Chenzas             | Chenzas    | 1                |
| A Fraga             | A Fraga    | 0                |
| Louxadelas          | Louxadelas | 0                |
| O Outeiro           | O Outeiro  | 0                |
| As Portas           | As Portas  | 1                |
| Souto               | Souto      | 0                |
| Soutordei           | A Aldea    | 11               |
| Soutordei           | Moredo     | 11               |
| Total:              | Total:     | 13               |

## Geografia
Es troba al marge esquerre del riu Sil, amb el que limita pel nord. Limita amb les parròquies de Ribas del Sil al nord-oest, Sequeiros i Bendollo (Quiroga) al nord-est, Piñeira i Peites a l'est, Cabanas i Seoane de Argas (San Xoán de Río) al sud, i Vilardá (San Xoán de Río) a l'oest.